# Coppa del Brasile 2017 (pallavolo maschile)
La Coppa del Brasile 2017 si è svolta dal 10 al 21 gennaio 2017: alla competizione hanno preso parte 7 squadre di club brasiliane e la vittoria finale è andata per la seconda volta alla Funvic.

## Regolamento

### Formula
Le squadre hanno disputato quarti di finale in gara unica, accoppiate col metodo della serpentina e in casa delle tre formazioni meglio classificate al termine del girone di andata di Superliga Série A 2016-17; le formazioni vincenti hanno poi disputato una final-4, dove si è unita la formazione organizzatrice dell'evento, con semifinali e finale in gara unica.
Nel caso la squadra organizzatrice risulti tra le prime sei classificate al termine del girone di andata di Superliga Série A 2016-17, la sua posizione viene occupata dalla prima formazione esclusa, ossia la settima classificata.

### Criteri di classifica
Se il risultato finale è stato di 3-0 o 3-1 sono stati assegnati 3 punti alla squadra vincente e 0 a quella sconfitta, se il risultato finale è stato di 3-2 sono stati assegnati 2 punti alla squadra vincente e 1 a quella sconfitta.
Per determinare la classifica dalla 5ª alla 7ª posizione e dalla 3ª alla 4ª posizione, si tiene conto del numero di punti ottenuto rispettivamente dalle tre formazioni eliminate ai quarti di finale e dalle due formazioni eliminate nelle semifinali durante la fase di qualificazione (i quarti di finale). In caso di parità, l'ordine del posizionamento in classifica è stato definito in base all'indice tecnico, i cui criteri sono:
- Punti;
- Ratio dei set vinti/persi;
- Ratio dei punti realizzati/subiti.
- Scontro diretto;
- Sorteggio[1].

In caso di walkover, la formazione qualificata al turno successivo è considerata vincitrice per 3-0 (25-0, 25-0, 25-0).

## Squadre partecipanti
| Squadra | Qualificazione                                      |
| ------- | --------------------------------------------------- |
| APAV    | 7ª al girone di andata di Superliga Série A 2016-17 |
| BVC     | Squadra organizzatrice                              |
| Funvic  | 4ª al girone di andata di Superliga Série A 2016-17 |
| Asepel  | 6ª al girone di andata di Superliga Série A 2016-17 |
| AEESB   | 3ª al girone di andata di Superliga Série A 2016-17 |
| Sada    | 1ª al girone di andata di Superliga Série A 2016-17 |
| Sesi    | 2ª al girone di andata di Superliga Série A 2016-17 |

## Torneo

### Tabellone
|  | Quarti di finale | Quarti di finale | Quarti di finale |        |        | Semifinali | Semifinali | Semifinali |  |  | Finale | Finale | Finale |  |
|  |                  |                  |                  |        |        |            |            |            |  |  |        |        |        |  |
|  |                  |                  |                  |        |        | H          | BVC        | 0          |  |  |        |        |        |  |
|  |                  |                  |                  |        |        | H          | BVC        | 0          |  |  |        |        |        |  |
|  |                  |                  | 4                | Funvic | 3      |            |            |            |  |  |        |        |        |  |
|  | 3                | AEESB            | 4                | Funvic | 3      | 1          |            |            |  |  |        |        |        |  |
|  | 3                | AEESB            |                  |        |        |            |            |            |  |  |        |        |        |  |
|  | 4                | Funvic           | 3                |        |        |            |            |            |  |  |        |        |        |  |
|  | 4                | Funvic           | 3                |        | Funvic | Funvic     | 3          |            |  |  |        |        |        |  |
|  |                  |                  |                  |        |        |            |            |            |  |  |        |        |        |  |
|  |                  |                  | Sesi             | Sesi   | 0      |            |            |            |  |  |        |        |        |  |
|  | 1                | Sada             | Sesi             | Sesi   | 0      | 3          |            |            |  |  |        |        |        |  |
|  | 1                | Sada             |                  |        |        |            |            |            |  |  |        |        |        |  |
|  | 6                | APAV             | 0                |        |        |            |            |            |  |  |        |        |        |  |
|  | 6                | APAV             | 0                |        | 1      | Sada       | 2          |            |  |  |        |        |        |  |
|  |                  |                  |                  |        | 1      | Sada       | 2          |            |  |  |        |        |        |  |
|  |                  |                  | 2                | Sesi   | 3      |            |            |            |  |  |        |        |        |  |
|  | 2                | Sesi             | 2                | Sesi   | 3      | 3          |            |            |  |  |        |        |        |  |
|  | 2                | Sesi             |                  |        |        |            |            |            |  |  |        |        |        |  |
|  | 5                | Asepel           | 0                |        |        |            |            |            |  |  |        |        |        |  |

### Risultati

#### Quarti di finale
| 10 gennaio 2017 Ginásio da Vila Leopoldina, San Paolo Durata: ? - Spettatori: ? | Sesi  | 3 - 0 | Asepel | 25-21, 25-15, 25-22        |
| 10 gennaio 2017 Ginásio Tancredo Neves, Montes Claros Durata: ? - Spettatori: ? | AEESB | 1 - 3 | Funvic | 17-25, 25-19, 15-25, 21-25 |
| 11 gennaio 2017 Ginásio do Riacho, Contagem Durata: ? - Spettatori: ?           | Sada  | 3 - 0 | APAV   | 25-20, 25-20, 25-16        |

#### Semifinali
| 19 gennaio 2017 Ginásio do Taquaral, Campinas Durata: ? - Spettatori: ? | Sada | 2 - 3 | Sesi   | 25-23, 25-23, 23-25, 20-25, 15-17 |
| 19 gennaio 2017 Ginásio do Taquaral, Campinas Durata: ? - Spettatori: ? | BVC  | 0 - 3 | Funvic | 22-25, 22-25, 19-25               |

#### Finale
| 21 gennaio 2017 Ginásio do Taquaral, Campinas Durata: ? - Spettatori: ? | Sesi | 0 - 3 | Funvic | 18-25, 21-25, 28-30 |

## Classifica finale
| Pos | Squadre |
| --- | ------- |
| 1   | Funvic  |
| 2   | Sada    |
| 3   | BVC     |
| 4   | Sesi    |
| 5   | AEESB   |
| 6   | Asepel  |
| 7   | APAV    |